# Rock me (album)
Rock me je 14. album Ansambla Modrijani, ki je izšel leta 2017 pri založbi VOX.

## Seznam pesmi
| Št.             | Naslov                                                                                              | Pisec                                               | Dolžina |
| --------------- | --------------------------------------------------------------------------------------------------- | --------------------------------------------------- | ------- |
| 1.              | „Rock me‟                                                                                           | Hermann Weindorf, Jutta Staudenmayer/Vera Šolinc    | 2:39    |
| 2.              | „Me imaš še sploh kaj rada‟                                                                         | Rok Švab/Vera Šolinc/Rok Švab                       | 3:17    |
| 3.              | „Tebi‟                                                                                              | Rok Švab/Blaž Švab                                  | 3:47    |
| 4.              | „Slovenka, Slovenka‟                                                                                | Rok Švab/Vera Šolinc                                | 2:47    |
| 5.              | „Kok' nam je luštn'‟ (gostujejo Ansambel Poskočni muzikanti, Jan Plestenjak in Zdenko Cotič – Coto) | Zdenko Cotič/Jan Plestenjak                         | 3:13    |
| 6.              | „Noro ljubim‟                                                                                       | Rok Švab/Jože Galič                                 | 2:36    |
| 7.              | „Prinesla si sanje‟ (gostujeta Orkester Mandolina Ljubljana in Godalni kvartet Feguš)               | Rok Švab/Feri Lainšček/Rok Švab, Martin Juhart      | 4:29    |
| 8.              | „Ljubil bi te nežno‟                                                                                | Rok Švab/Jože Galič                                 | 3:15    |
| 9.              | „Večni popotnik s harmoniko‟                                                                        | Rok Švab/Fanika Požek                               | 2:52    |
| 10.             | „Sanjam te‟                                                                                         | Peter Oset/Darja Gajšek, Peter Oset                 | 3:00    |
| 11.             | „I wanna find you‟                                                                                  | Franjo Oset/Katarina Galič, Franjo Oset/Franjo Oset | 2:55    |
| 12.             | „Si srečna z mano‟                                                                                  | Blaž Švab/Blaž Švab/Blaž Švab                       | 3:14    |
| 13.             | „Hvala za sanje‟                                                                                    | Peter Oset/Peter Oset                               | 2:38    |
| 14.             | „Mia‟ (gostuje Ariel Cubria)                                                                        | Matjaž Vlašič/Blaž Švab, Ariel Cubria/Ariel Cubria  | 4:06    |
| Skupna dolžina: | Skupna dolžina:                                                                                     | Skupna dolžina:                                     | 44:48   |

## O pesmih
- Rock me - Skladba je bila posneta z dovoljenjem avtorja Hermanna Weindorfa. Zanjo so posneli tudi videospot. Prvič so pesem sicer izvedli že na Noči Modrijanov 2016. Videospot, ki so ga posneli v Gostilni Grof na Vranskem, je že v slabem mesecu dni dosegel milijon ogledov.[1]
- Kok' nam je luštn' - Skladba, za katero je bil na Krvavcu posnet tudi videospot, predstavlja drugo sodelovanje z Janom Plestenjakom in Zdenkom Cotičem - Cotom, ki sta avtorja pesmi, pridružili pa so se še glasbeni prijatelji Ansambel Poskočni muzikanti.[2]
- Prinesla si sanje - Gre za prvo sodelovanje s Ferijem Lainščkom. Za skladbo, pri kateri so sodelovali z Orkestrom Mandolina Ljubljana in Godalnim kvartetom Feguš, so posneli videospot v Panonski vasi v Prekmurju.[3]
- Večni popotnik s harmoniko - Modrijani so videospot za to pesem posneli s Folklornim društvom Ivan Laharnar, Folklorno skupino Blaž Jurko Razbor, Folklorno skupino kulturnega društva Marko Beltinci in Folklornim društvom Košuta. Valček so posvetili vsem harmonikarjem in ljubiteljem harmonike.[4]
- Si srečna z mano - Za to pesem so Modrijani kot prvi posneli videospot s 360 stopinjsko kamero. Ogled posnetka je možen preko računalnika, kjer uporabnik z miško izbira kot gledanja, ali z mobilnim telefonom, ki ga lahko po prostoru obrača v radiju 360 stopinj.[5]
- Mia - Gre za špansko verzijo pesmi Moja, ki so jo izdali tudi na istoimenskem albumu tri leta pred tem. Pri tem jim je pomagal kubanski glasbenik Ariel Cubría, ki je 20 let živel v Sloveniji, zdaj pa živi v Londonu. Producent posnetka, za katerega so posneli tudi nov videospot, pa je bil še en njihov glasbeni prijatelj in tudi glasbeni producent Noči Modrijanov Martin Juhart (član Ansambla Poskočni muzikanti).[6]